# Johan August Sandels
Johan August Sandels (31. august 1764 − 22. januar 1831) var en svensk greve og officer, der udmærkede sig i krigen mod Rusland 1788-90, og siden deltog i krigen mod Danmark-Norge 1808-09 og i Napoleonskrigene 1813-14. 1818-27 var han statholder i Norge, men blev afsat, da kongen ikke var ganske tilfreds med hans embedsførelse. I Runebergs Fänrik Ståls sägner indgår et digt med titlen "Sandels", hvor han skildres som en rolig, næsten doven person, der kun modstræbende forlader sin morgenmad for at sætte sig på sin hvide hest Bijou og besejre russerne ved Virta bro.